# 阿尔摩皮亚
阿尔摩皮亚（希臘語：Αλμωπία）或埃诺蒂亚，中世纪时期也称莫格莱纳（希臘語：Μογλενά），是希腊中马其顿大区派拉专区的市镇，行政中心为阿里宰阿镇。市镇面积为985.8平方公里，2021年人口数量为24,969人。

## 历史
阿尔摩皮亚（羅馬化：Almōpia）这一名称来自于培奥尼亚一个名为阿尔摩皮亚的部落，他们曾在古代时期定居于此，他们将自己的血统溯源至同名的神话人物——波塞冬与赫勒之子——Almops。根据修昔底德的记载，阿尔摩比亚人在亚历山大一世将此地纳入古马其顿王国时被驱逐出去。2世纪天文学家与地理学家克劳狄乌斯·托勒密在他的《地理學指南》中记录了阿尔摩皮亚地区的三个城市。
在拜占庭帝国早期，该地区以附近一处要塞的名字更名为埃诺蒂亚（Ενωτία），可能是如今附近的诺蒂亚。1915年至1927年之间设立的希腊省份也是如此命名。
在中世纪晚期，该地区被称为莫格莱纳，来自于斯拉夫单词中的「雾（мъгла）」。一直到11世纪前期，莫格莱纳都是保加利亚第一帝国的一个省份。1015年拜占庭皇帝巴西尔二世征服此地后，这里于1020年被证实是一处主教座堂，并于1086年成为军区首府。拜占庭一直掌控此地，直到第四次十字军东征时，被保加利亚第二帝国沙皇卡洛杨占领。它于1346年被斯特凡·杜尚并入塞尔维亚帝国，莫格莱纳主要由莫格莱纳-罗马尼亚人以及斯拉夫人定居。在奥斯曼帝国时期，该地区也以其土耳其名字Karacova或Karadjova谷（意为「黑谷」）而知名。
直到1919年－1922年希土战争以及1924年的希臘土耳其人口互換之前，穆斯林弗拉赫人与波馬克人居住在该地的大部分地区。

## 市镇
阿尔摩皮亚市镇是2011年地方行政改革时建立的，由原阿里宰阿和埃克萨普拉塔诺斯两个市镇合并而成，原市镇则成为新市镇的市区。

### 旧省
前阿尔摩皮亚省是派拉州的三个省份之一，其范围与现在的阿尔摩皮亚市镇一致。该省份在2006年被废除。